# Philosepedon pudica
Philosepedon pudica är en tvåvingeart som beskrevs av Quate 1962. Philosepedon pudica ingår i släktet Philosepedon och familjen fjärilsmyggor. Inga underarter finns listade i Catalogue of Life.